# Aubin-Edmond Arsenault
Pour les articles homonymes, voir Arsenault.
Aubin-Edmond Arsenault (né en 1870 à Abrams-Village et décédé en 1968) était un homme politique canadien qui a été le premier Acadien à être premier ministre de la province de l'Île-du-Prince-Édouard de 1917 à 1919. Il était le fils de Joseph-Octave Arsenault, premier Acadien de l'Île-du-Prince-Edouard à devenir sénateur.
En 2012, un film historique relatant sa vie est diffusé sur la Télévision de Radio-Canada[réf. nécessaire].

## Biographie

### Enfance, études et débuts
Né le 28 juillet 1870 à Abrams-Village, Aubin-Edmond Arsenault est le cinquième enfant d'une fratrie de neuf. Son père Joseph-Octave Arsenault, élu à l'assemblée législative de l'Île-du-Prince-Édouard, est originaire de Baie-Egmont, tandis que sa mère Gertrude Gaudet, de Miscouche. 
En 1885, Aubin-Edmond Arsenault quitte son village natal pour étudier à l'Université Saint Dunstan à Charlottetown, où il obtient une licence d'enseignement de deuxième classe. Il enseigne pendant deux ans dans une école rurale, puis une année au collège Saint-Joseph, avant de revenir à l'université Saint Dunstan pour un an terminer ses études. Il effectue sa cléricature pendant quatre ans auprès d'un cabinet d'avocats charlottetonnien, W.A.O. Morson. Admis au barreau le 1er novembre 1898 comme attorney, il quitte dès l'année suivante le Canada pour s’installer à Londres, où il travaille pour le cabinet d'avocats de Sir Charles Russell. Pendant son séjour londonien, il se voit confier une mission en Afrique du Sud, dont il ne précise pas la nature, même dans ses mémoires. Il rejoint Le Cap peu avant le déclenchement de la guerre des Boers.
Aubin-Edmond Arsenault retourne sur l'Île-du-Prince-Édouard en 1899, où il s'installe dans la ville de Summerside avec sa première femme, Anita, originaire d'Irlande, et son fils adoptif, William Muttart. Il commence à exercer le droit le 17 avril 1900, en s'associant d'abord avec H. R. MacKenzie, installé à Charlottetown, puis avec Neil MacQuarrie, à Summerside. Lors du recensement canadien de 1901, Aubin-Edmond Arsenault déclare un revenu de 500 dollars canadien en tant que barrister.

### Carrière politique
En 1906, il est élu au conseil municipal de Summerside. Durant son mandat, il participe notamment au lancement d'une campagne en faveur de l'installation d'un égout et d'un système de distribution d'eau dans la ville,. Il démissionne en 1908 pour se présenter en tant que candidat conservateur dans le troisième district de Prince lors des élections générales prince-édouardiennes de 1908 (en), et est élu député face au candidat libéral, Joseph Félix H. Arsenault (en). Il conserve son siège à l'assemblée législative de l'Île-du-Prince-Édouard lors des élections de 1912, 1915 et 1919. D'abord membre de l'opposition, il intègre le Conseil exécutif de l'Île-du-Prince-Édouard en tant que ministre sans portefeuille après la victoire des conservateurs aux élections générales prince-édouardiennes de 1912.
A la demande de John Alexander Mathieson, démissionnaire en 1917 de sa charge de premier ministre de la province de l'Île-du-Prince-Édouard, Aubin-Edmond Arsenault est nommé premier ministre, devenant ainsi le premier Acadien à diriger le gouvernement d'une province canadienne. En septembre 1919, il autorise par décret en Conseil la circulation des véhicules motorisés sur les routes de l'île tous les jours de la semaine. Opposé à la Prohibition, en vigueur sur l’Île-du-Prince-Édouard depuis 1901, il modifie la législation afin de soumettre à référendum le maintien de la loi sur la prohibition. Les conservateurs sont défaits avant que le plébiscite ne puisse avoir lieu.
Lors des élections générales prince-édouardiennes de 1919, les conservateurs subissent un revers électoral massif. Les raisons de cette défaite ne sont pas connues avec certitude. Selon la revue Canadian Annual Review, les électeurs protestants ont accusé Aubin-Edmond Arsenault de faire preuve de favoritisme à l'égard de ses coreligionnaires catholiques. Dans ses mémoires, Aubin-Edmond Arsenault présume que son projet visant l'instauration d'un taux unique de taxe scolaire lui a coûté la victoire. D'après l'historien Edward MacDonald (en), le gouvernement d'Aubin-Edmond Arsenault fut victime du mécontentement de la population prince-édouardienne, notamment face à l'inflation galopante. 
Après la défaite des conservateurs aux élections générales de 1919, Aubin-Edmond Arsenault demeure chef de l'opposition officielle, jusqu'à sa nomination en tant que juge à la Cour suprême de l’Île-du-Prince-Édouard le 1er mai 1921. Lorsqu'il prend ses nouvelles fonctions, il déménage de Summerside pour s'installer avec sa famille à Charlottetown. Il occupe la fonction de juge pendant 25 ans. 

### Engagement communautaire
Il est membre fondateur de la société Saint-Thomas-d'Aquin. En 1921, il est élu président de la Société nationale des Acadiens, devenant le premier Acadien insulaire à occuper cette position. 

## Famille et descendance
Aubin-Edmond Arsenault épouse en premières noces une femme irlandaise nommée Anita, mais le mariage est annulé peu après son installation à Summerside, sans que les raisons ne soient connues. Le 5 novembre 1907, il épouse Bertha Rose Gallant, originaire de Tignish. Ensemble, ils ont 11 enfants, dont neuf filles et deux garçons : Iphigénie (née en 1908), Cyril (1910), Catherine (1912), Regis (1914), Marie (1916), Valérie (1918), Patricia (1920), Laure-Jeanne (1922), Félice (1923), Paula (1925) et Lois (1927),. 

## Postérité
En 1946, lors d'un hommage rendu par Thane Alexander Campbell, juge en chef de la Cour suprême de l’Île-du-Prince-Édouard, au moment du départ à la retraite d'Aubin-Edmond Arsenault, ce dernier est décrit comme un homme de bonne réputation, dont le discernement, l'impartialité et la bienveillance sont appréciés. Dans ses remerciements, Aubin-Edmond Arsenault déclare ne regretter aucune des décisions qu'il avait rendues dans des affaires criminelles. De son côté, l'hebdomadaire de Summerside, Journal Pioneer (en), affirme « [qu']aucun des jeunes hommes à qui il avait donné une seconde chance n'avait jamais trahi la confiance qu'il leur avait accordée ».
Première reconnaissance officielle de sa contribution à la vie de l'île, le gouvernement prince-édouardien nomme en mars 2001 un bâtiment en l'honneur d'Aubin-Edmond Arsenault. Situé à Charlottetown, le Aubin Arsenault Building appartient alors au Ministère de l'Éducation,.